# Hertha Berliner Sport-Club 2001-2002
Questa voce raccoglie le informazioni riguardanti l'Hertha Berliner Sport-Club nelle competizioni ufficiali della stagione 2001-2002.

## Stagione
Nella stagione 2001-2002 l'Hertha Berlino, allenato da Jürgen Röber e Falko Götz, concluse il campionato di Bundesliga al 4º posto. In Coppa di Germania l'Hertha Berlino fu eliminato ai quarti di finale dal Colonia. In Coppa di Lega l'Hertha Berlino vinse la finale con lo Schalke 04. In Coppa UEFA l'Hertha Berlino fu eliminato al terzo turno dal Servette.

## Rosa
| N. |                                 | Ruolo | Calciatore                  |
| -- | ------------------------------- | ----- | --------------------------- |
| 1  | Ungheria (bandiera)             | P     | Gábor Király                |
| 2  | Germania (bandiera)             | D     | Denis Lapaczinski           |
| 4  | Paesi Bassi (bandiera)          | D     | Dick van Burik              |
| 5  | Grecia (bandiera)               | D     | Kōnstantinos Kōnstantinidīs |
| 6  | Islanda (bandiera)              | D     | Eyjólfur Sverrisson         |
| 7  | Brasile (bandiera)              | A     | Alex Alves                  |
| 8  | Belgio (bandiera)               | C     | Bart Goor                   |
| 9  | Iran (bandiera)                 | A     | Ali Daei                    |
| 11 | Germania (bandiera)             | A     | Michael Preetz              |
| 12 | Germania (bandiera)             | P     | Christian Fiedler           |
| 14 | Croazia (bandiera)              | D     | Josip Šimunić               |
| 15 | Tunisia (bandiera)              | C     | Sofian Chahed               |
| 16 | Portogallo (bandiera)           | C     | Roberto Pinto               |
| 17 | Bosnia ed Erzegovina (bandiera) | A     | Sead Zilić                  |
| 18 | Ungheria (bandiera)             | C     | Pál Dárdai                  |

| N. |                               | Ruolo | Calciatore              |
| -- | ----------------------------- | ----- | ----------------------- |
| 19 | Germania (bandiera)           | C     | Andreas Schmidt         |
| 20 | Germania (bandiera)           | C     | Andreas Neuendorf       |
| 21 | Germania (bandiera)           | C     | Michael Hartmann        |
| 22 | Germania (bandiera)           | C     | Stefan Beinlich         |
| 23 | Germania (bandiera)           | C     | René Tretschok          |
| 24 | Norvegia (bandiera)           | A     | Trond Fredrik Ludvigsen |
| 25 | Paesi Bassi (bandiera)        | C     | Rob Maas                |
| 26 | Germania (bandiera)           | C     | Sebastian Deisler       |
| 27 | Germania (bandiera)           | D     | Oliver Schröder         |
| 28 | Macedonia del Nord (bandiera) | C     | Nderim Nedžipi          |
| 30 | Brasile (bandiera)            | C     | Marcelinho Paraíba      |
| 32 | Germania (bandiera)           | C     | Thorben Marx            |
| 33 | Germania (bandiera)           | D     | Marko Rehmer            |
| 40 | Polonia (bandiera)            | P     | Tomasz Kuszczak         |
| 44 | Camerun (bandiera)            | A     | Joël Tchami             |

## Organigramma societario
Area tecnica
- Allenatore: Falko Götz
- Allenatore in seconda:
- Preparatore dei portieri: Enver Marić
- Preparatori atletici:

## Calciomercato

### Sessione estiva
| Acquisti | Acquisti           | Acquisti                  | Acquisti |
| R.       | Nome               | da                        | Modalità |
| -------- | ------------------ | ------------------------- | -------- |
| C        | Bart Goor          | Anderlecht                |          |
| D        | Denis Lapaczinski  | Reutlingen                |          |
| C        | Marcelinho Paraíba | Grêmio                    |          |
| C        | Nderim Nedžipi     | Shkupi                    |          |
| C        | Andreas Neuendorf  | Bayer Leverkusen          |          |
| C        | Roberto Pinto      | Stoccarda                 |          |
| A        | Joël Tchami        | Hertha Berlino (juniores) |          |

| Cessioni | Cessioni        | Cessioni            | Cessioni |
| R.       | Nome            | da                  | Modalità |
| -------- | --------------- | ------------------- | -------- |
| A        | Piotr Reiss     | Greuther Fürth      |          |
| P        | Michael Eckhard | Vikt. Aschaffenburg |          |
| C        | Benjamin Köhler | Duisburg            |          |
| C        | Kai Michalke    | Norimberga          |          |
| D        | Tony Sanneh     | Norimberga          |          |
| C        | Sixten Veit     | Beşiktaş            |          |
| C        | Dariusz Wosz    | Bochum              |          |

### Sessione invernale
| Acquisti | Acquisti                    | Acquisti   | Acquisti |
| R.       | Nome                        | da         | Modalità |
| -------- | --------------------------- | ---------- | -------- |
| D        | Kōnstantinos Kōnstantinidīs | Bolton     |          |
| A        | Trond Fredrik Ludvigsen     | Bodø/Glimt |          |

| Cessioni | Cessioni                    | Cessioni | Cessioni |
| R.       | Nome                        | da       | Modalità |
| -------- | --------------------------- | -------- | -------- |
| D        | Kōnstantinos Kōnstantinidīs | Bolton   |          |

## Risultati

### Bundesliga

#### Girone di andata
| Amburgo 29 luglio 2001, ore 17:30 CEST 1ª giornata | St. Pauli | 0 – 0 referto | Hertha Berlino | Millerntor-Stadion (19 700 spett.)\| Arbitro: \| Aust \| |
| Arbitro:                                           | Aust      |               |                |                                                          |

| Arbitro: | Fleischer |

|  |           |                        |
|  | Marcatori | 52’ Amoroso 87’ Stević |

| Arbitro: | Fandel |

|              |           |                                    |
| Iashvili 88’ | Marcatori | 11’ (rig.), 42’ Deisler 69’ Preetz |

| Arbitro: | Stark |

|                        |           |                                       |
| Paraíba 26’ Preetz 90’ | Marcatori | 56’ Silva 64’ Kobylański 80’ Brasília |

| Stoccarda 8 settembre 2001, ore 15:30 CEST 5ª giornata | Stoccarda | 0 – 0 referto | Hertha Berlino | Gottlieb-Daimler-Stadion (22 500 spett.)\| Arbitro: \| Gagelmann \| |
| Arbitro:                                               | Gagelmann |               |                |                                                                     |

| Arbitro: | Wagner |

|                                 |           |              |
| Tapalović 59’ (aut.) Preetz 79’ | Marcatori | 45’ Agostino |

| Arbitro: | Strampe |

|                                                     |           |                    |
| Klose 23’ Lokvenc 50’ Preetz 82’ (aut.) Lincoln 83’ | Marcatori | 80’ (rig.) Paraíba |

| Arbitro: | Krug |

|                                           |           |  |
| Deisler 27’ (rig.) Paraíba 49’ Preetz 85’ | Marcatori |  |

| Arbitro: | Steinborn |

|                                             |           |  |
| Barbarez 37’ Ketelaer 41’, 46’ Benjamin 58’ | Marcatori |  |

| Arbitro: | Merk |

|                               |           |           |
| Dárdai 6’ Goor 32’ Rehmer 61’ | Marcatori | 7’ Ailton |

| Arbitro: | Gagelmann |

|                  |           |                           |
| Wiblishauser 59’ | Marcatori | 20’, 90’ Paraíba 74’ Goor |

| Arbitro: | Krug |

|                                      |           |  |
| Paraíba 12’ van Burik 29’ Preetz 66’ | Marcatori |  |

| Arbitro: | Stark |

|                            |           |  |
| Sarpei 22’ (aut.) Goor 82’ | Marcatori |  |

| Arbitro: | Meyer |

|                      |           |            |
| Rydlewicz 67’ (rig.) | Marcatori | 82’ Rehmer |

| Arbitro: | Aust |

|                          |           |           |
| Neuendorf 71’ Dárdai 84’ | Marcatori | 46’ Kovač |

| Gelsenkirchen 9 dicembre 2001, ore 17:30 CET 16ª giornata | Schalke 04 | 0 – 0 referto | Hertha Berlino | Arena AufSchalke (60 204 spett.)\| Arbitro: \| Steinborn \| |
| Arbitro:                                                  | Steinborn  |               |                |                                                             |

| Arbitro: | Wack |

|                          |           |              |
| Neuendorf 19’ Dárdai 62’ | Marcatori | 37’ Neuville |

#### Girone di ritorno
| Arbitro: | Merk |

|                         |           |                            |
| Paraíba 62’ Schmidt 85’ | Marcatori | 50’ (rig.) Meggle 63’ Rath |

| Arbitro: | Aust |

|                          |           |               |
| Koller 7’, 54’ Wörns 76’ | Marcatori | 71’ Neuendorf |

| Arbitro: | Kemmling |

|           |           |              |
| Alves 57’ | Marcatori | 37’ Iashvili |

| Arbitro: | Jansen |

|           |           |  |
| Topić 85’ | Marcatori |  |

| Arbitro: | Sippel |

|                  |           |  |
| Paraíba 16’, 37’ | Marcatori |  |

| Arbitro: | Berg |

|  |           |                              |
|  | Marcatori | 12’, 49’ Preetz 47’ Beinlich |

| Arbitro: | Keßler |

|                                                  |           |           |
| Paraíba 13’ (rig.), 69’ Goor 37’ Preetz 43’, 60’ | Marcatori | 45’ Klose |

| Arbitro: | Albrecht |

|            |           |              |
| Cichon 75’ | Marcatori | 12’ Beinlich |

| Arbitro: | Strampe |

|                                                |           |  |
| Preetz 40’ Goor 44’, 62’, 85’, 90’ Paraíba 54’ | Marcatori |  |

| Arbitro: | Wack |

|  |           |                                |
|  | Marcatori | 62’ Lapaczinski 66’, 85’ Alves |

| Arbitro: | Weiner |

|               |           |  |
| Alves 3’, 32’ | Marcatori |  |

| Arbitro: | Stark |

|                         |           |             |
| Ulich 4’ Aidoo 57’, 67’ | Marcatori | 33’ Paraíba |

| Arbitro: | Merk |

|               |           |                                  |
| Klimowicz 36’ | Marcatori | 25’ Hartmann 28’ Preetz 48’ Marx |

| Arbitro: | Meyer |

|          |           |  |
| Alves 2’ | Marcatori |  |

| Arbitro: | Kemmling |

|                                           |           |  |
| Hartmann 67’ (aut.) Élber 82’ Pizarro 83’ | Marcatori |  |

| Arbitro: | Steinborn |

|                      |           |  |
| Preetz 50’ Alves 53’ | Marcatori |  |

| Arbitro: | Fandel |

|                  |           |              |
| Ballack 10’, 51’ | Marcatori | 83’ Beinlich |

### Coppa di Germania
| Arbitro: | Kemmling |

|          |           |                       |
| Röver 7’ | Marcatori | 55’ Paraíba 89’ Alves |

| Arbitro: | Schmidt |

|                |           |                        |
| Hebestreit 44’ | Marcatori | 1’ Beinlich 92’ Dárdai |

| Arbitro: | Sippel |

|          |           |                        |
| Yang 22’ | Marcatori | 76’ Šimunić 96’ Dárdai |

| Arbitro: | Albrecht |

|          |           |                            |
| Goor 47’ | Marcatori | 85’ Zellweger 105’ Lottner |

### Coppa di Lega
| Arbitro: | Weiner |

|              |           |                         |
| Neuville 73’ | Marcatori | 49’ Paraíba 63’ Deisler |

| Arbitro: | Jansen |

|  |           |            |
|  | Marcatori | 39’ Preetz |

| Arbitro: | Berg |

|           |           |                                                       |
| Böhme 40’ | Marcatori | 24’ (aut.) Wałdoch 29’ Paraíba 66’ Alves 84’ Hartmann |

### Coppa UEFA
| Arbitro: | Shmolik |

|  |           |                          |
|  | Marcatori | 43’ Schmidt 90’ Beinlich |

| Arbitro: | Peltola |

|             |           |  |
| Paraíba 86’ | Marcatori |  |

| Arbitro: | Liba |

|  |           |           |
|  | Marcatori | 5’ Preetz |

| Arbitro: | Allaerts |

|                          |           |  |
| Alves 17’ Sverrisson 28’ | Marcatori |  |

| Ginevra 22 novembre 2001, ore 18:00 CET Terzo turno | Servette | 0 – 0 referto | Hertha Berlino | Parc des Sports (8 412 spett.)\| Arbitro: \| Larsen \| |
| Arbitro:                                            | Larsen   |               |                |                                                        |

| Arbitro: | Barber |

|  |           |                                   |
|  | Marcatori | 17’ Hilton 49’ Frei 70’ Obradović |

## Statistiche

### Statistiche di squadra
| Competizione      | Punti | In casa | In casa | In casa | In casa | In casa | In casa | In trasferta | In trasferta | In trasferta | In trasferta | In trasferta | In trasferta | Totale | Totale | Totale | Totale | Totale | Totale | DR  |
| Competizione      | Punti | G       | V       | N       | P       | Gf      | Gs      | G            | V            | N            | P            | Gf           | Gs           | G      | V      | N      | P      | Gf     | Gs     | DR  |
| ----------------- | ----- | ------- | ------- | ------- | ------- | ------- | ------- | ------------ | ------------ | ------------ | ------------ | ------------ | ------------ | ------ | ------ | ------ | ------ | ------ | ------ | --- |
| Bundesliga        | 61    | 17      | 13      | 2       | 2       | 40      | 13      | 17           | 5            | 5            | 7            | 21           | 25           | 34     | 18     | 7      | 9      | 61     | 38     | +23 |
| Coppa di Germania | -     | 1       | 0       | 0       | 1       | 1       | 2       | 3            | 3            | 0            | 0            | 6            | 3            | 4      | 3      | 0      | 1      | 7      | 5      | +2  |
| Coppa di Lega     | -     | 0       | 0       | 0       | 0       | 0       | 0       | 3            | 3            | 0            | 0            | 7            | 2            | 3      | 3      | 0      | 0      | 7      | 2      | +5  |
| Coppa UEFA        | -     | 3       | 2       | 0       | 1       | 3       | 3       | 3            | 2            | 1            | 0            | 3            | 0            | 6      | 4      | 1      | 1      | 6      | 3      | +3  |
| Totale            | 61    | 21      | 15      | 2       | 4       | 44      | 18      | 26           | 13           | 6            | 7            | 37           | 30           | 47     | 28     | 8      | 11     | 81     | 48     | +33 |

### Andamento in campionato
| Giornata  | 1 | 2  | 3 | 4  | 5  | 6 | 7  | 8 | 9 | 10 | 11 | 12 | 13 | 14 | 15 | 16 | 17 | 18 | 19 | 20 | 21 | 22 | 23 | 24 | 25 | 26 | 27 | 28 | 29 | 30 | 31 | 32 | 33 | 34 |
| --------- | - | -- | - | -- | -- | - | -- | - | - | -- | -- | -- | -- | -- | -- | -- | -- | -- | -- | -- | -- | -- | -- | -- | -- | -- | -- | -- | -- | -- | -- | -- | -- | -- |
| Luogo     | T | C  | T | C  | T  | C | T  | C | T | C  | T  | C  | C  | T  | C  | T  | C  | C  | T  | C  | T  | C  | T  | C  | T  | C  | T  | C  | T  | T  | C  | T  | C  | T  |
| Risultato | N | P  | V | P  | N  | V | P  | V | P | V  | V  | V  | V  | N  | V  | N  | V  | N  | P  | N  | P  | V  | V  | V  | N  | V  | V  | V  | P  | V  | V  | P  | V  | P  |
| Posizione | 8 | 15 | 8 | 10 | 12 | 9 | 13 | 7 | 9 | 8  | 8  | 6  | 5  | 6  | 6  | 6  | 6  | 6  | 7  | 7  | 7  | 7  | 7  | 6  | 6  | 6  | 5  | 5  | 5  | 5  | 4  | 5  | 4  | 4  |

Legenda:

Luogo: C = Casa; T = Trasferta. Risultato: V = Vittoria; N = Pareggio; P = Sconfitta.

### Statistiche dei giocatori
| Giocatore         | Bundesliga | Bundesliga | Bundesliga  | Bundesliga | Coppa di Germania | Coppa di Germania | Coppa di Germania | Coppa di Germania | Coppa di Lega | Coppa di Lega | Coppa di Lega | Coppa di Lega | Coppa UEFA | Coppa UEFA | Coppa UEFA  | Coppa UEFA | Totale   | Totale | Totale      | Totale     |
| Giocatore         | Presenze   | Reti       | Ammonizioni | Espulsioni | Presenze          | Reti              | Ammonizioni       | Espulsioni        | Presenze      | Reti          | Ammonizioni   | Espulsioni    | Presenze   | Reti       | Ammonizioni | Espulsioni | Presenze | Reti   | Ammonizioni | Espulsioni |
| ----------------- | ---------- | ---------- | ----------- | ---------- | ----------------- | ----------------- | ----------------- | ----------------- | ------------- | ------------- | ------------- | ------------- | ---------- | ---------- | ----------- | ---------- | -------- | ------ | ----------- | ---------- |
| A. Alves          | 22         | 7          | 0           | 1          | 2                 | 1                 | 1                 | 0                 | 3             | 1             | 1             | 0             | 4          | 1          | 0           | 0          | 31       | 10     | 2           | 1          |
| S. Beinlich       | 26         | 3          | 4           | 0          | 1                 | 1                 | 0                 | 0                 | 3             | 0             | 0             | 0             | 4          | 1          | 0           | 0          | 34       | 5      | 4           | 0          |
| S. Chahed         | 0          | 0          | 0           | 0          | 0                 | 0                 | 0                 | 0                 | 0             | 0             | 0             | 0             | 0          | 0          | 0           | 0          | 0        | 0      | 0           | 0          |
| A. Daei           | 8          | 0          | 0           | 0          | 3                 | 0                 | 0                 | 0                 | 0             | 0             | 0             | 0             | 1          | 0          | 0           | 0          | 12       | 0      | 0           | 0          |
| S. Deisler        | 11         | 3          | 3           | 0          | 1                 | 0                 | 0                 | 0                 | 3             | 1             | 1             | 0             | 1          | 0          | 0           | 0          | 16       | 4      | 4           | 0          |
| P. Dárdai         | 27         | 3          | 4           | 0          | 4                 | 2                 | 1                 | 0                 | 1             | 0             | 0             | 0             | 6          | 0          | 0           | 0          | 38       | 5      | 5           | 0          |
| C. Fiedler        | 10         | 0          | 1           | 0          | 3                 | 0                 | 0                 | 0                 | 0             | 0             | 0             | 0             | 2          | 0          | 0           | 0          | 15       | 0      | 1           | 0          |
| B. Goor           | 30         | 8          | 4           | 0          | 3                 | 1                 | 1                 | 0                 | 3             | 0             | 0             | 0             | 4          | 0          | 1           | 0          | 40       | 9      | 6           | 0          |
| M. Hartmann       | 26         | 1          | 3           | 0          | 3                 | 0                 | 1                 | 0                 | 3             | 1             | 0             | 0             | 3          | 0          | 0           | 0          | 35       | 2      | 4           | 0          |
| G. Király         | 25         | 0          | 0           | 0          | 1                 | 0                 | 0                 | 0                 | 3             | 0             | 1             | 0             | 4          | 0          | 0           | 0          | 33       | 0      | 1           | 0          |
| K. Kōnstantinidīs | 6          | 0          | 3           | 0          | 1                 | 0                 | 1                 | 0                 | 2             | 0             | 0             | 0             | 1          | 0          | 0           | 0          | 10       | 0      | 4           | 0          |
| T. Kuszczak       | 0          | 0          | 0           | 0          | 0                 | 0                 | 0                 | 0                 | 0             | 0             | 0             | 0             | 0          | 0          | 0           | 0          | 0        | 0      | 0           | 0          |
| D. Lapaczinski    | 13         | 1          | 2           | 0          | 1                 | 0                 | 0                 | 0                 | 0             | 0             | 0             | 0             | 1          | 0          | 0           | 0          | 15       | 1      | 2           | 0          |
| T. Ludvigsen      | 2          | 0          | 0           | 0          | 0                 | 0                 | 0                 | 0                 | 0             | 0             | 0             | 0             | 0          | 0          | 0           | 0          | 2        | 0      | 0           | 0          |
| R. Maas           | 19         | 0          | 7           | 1          | 4                 | 0                 | 1                 | 0                 | 1             | 0             | 0             | 0             | 6          | 0          | 1           | 0          | 30       | 0      | 9           | 1          |
| T. Marx           | 13         | 1          | 2           | 0          | 1                 | 0                 | 0                 | 0                 | 1             | 0             | 0             | 0             | 0          | 0          | 0           | 0          | 15       | 1      | 2           | 0          |
| N. Nedžipi        | 0          | 0          | 0           | 0          | 0                 | 0                 | 0                 | 0                 | 0             | 0             | 0             | 0             | 0          | 0          | 0           | 0          | 0        | 0      | 0           | 0          |
| A. Neuendorf      | 19         | 3          | 4           | 0          | 3                 | 0                 | 2                 | 0                 | 2             | 0             | 0             | 0             | 4          | 0          | 1           | 0          | 28       | 3      | 7           | 0          |
| M. Paraíba        | 33         | 13         | 3           | 0          | 2                 | 1                 | 1                 | 0                 | 3             | 2             | 1             | 0             | 5          | 1          | 0           | 0          | 43       | 17     | 5           | 0          |
| R. Pinto          | 2          | 0          | 0           | 0          | 2                 | 0                 | 1                 | 0                 | 0             | 0             | 0             | 0             | 1          | 0          | 0           | 0          | 5        | 0      | 1           | 0          |
| M. Preetz         | 34         | 12         | 2           | 0          | 3                 | 0                 | 0                 | 0                 | 3             | 1             | 1             | 0             | 4          | 1          | 0           | 0          | 44       | 14     | 3           | 0          |
| M. Rehmer         | 20         | 2          | 3           | 0          | 3                 | 0                 | 0                 | 0                 | 3             | 0             | 0             | 0             | 4          | 0          | 0           | 0          | 30       | 2      | 3           | 0          |
| P. Reiss          | 0          | 0          | 0           | 0          | 0                 | 0                 | 0                 | 0                 | 0             | 0             | 0             | 0             | 0          | 0          | 0           | 0          | 0        | 0      | 0           | 0          |
| A. Schmidt        | 24         | 1          | 7           | 0          | 4                 | 0                 | 0                 | 0                 | 2             | 0             | 1             | 0             | 6          | 1          | 0           | 0          | 36       | 2      | 8           | 0          |
| O. Schröder       | 0          | 0          | 0           | 0          | 0                 | 0                 | 0                 | 0                 | 0             | 0             | 0             | 0             | 0          | 0          | 0           | 0          | 0        | 0      | 0           | 0          |
| E. Sverrisson     | 22         | 0          | 3           | 0          | 2                 | 0                 | 0                 | 0                 | 1             | 0             | 0             | 0             | 6          | 1          | 0           | 0          | 31       | 1      | 3           | 0          |
| J. Tchami         | 1          | 0          | 0           | 0          | 0                 | 0                 | 0                 | 0                 | 0             | 0             | 0             | 0             | 1          | 0          | 0           | 0          | 2        | 0      | 0           | 0          |
| R. Tretschok      | 18         | 0          | 5           | 0          | 4                 | 0                 | 1                 | 0                 | 0             | 0             | 0             | 0             | 5          | 0          | 1           | 0          | 27       | 0      | 7           | 0          |
| S. Zilić          | 0          | 0          | 0           | 0          | 0                 | 0                 | 0                 | 0                 | 0             | 0             | 0             | 0             | 0          | 0          | 0           | 0          | 0        | 0      | 0           | 0          |
| D. van Burik      | 28         | 1          | 8           | 1          | 2                 | 0                 | 1                 | 0                 | 2             | 0             | 0             | 0             | 5          | 0          | 2           | 1          | 37       | 1      | 11          | 2          |
| J. Šimunić        | 27         | 0          | 6           | 1          | 3                 | 1                 | 1                 | 0                 | 2             | 0             | 1             | 0             | 5          | 0          | 1           | 0          | 37       | 1      | 9           | 1          |